# هزینه ضمنی
هزینه ضمنی (انگلیسی: Implicit cost) در علم اقتصاد به هزینه فرصت استفاده از عوامل تولید، که کارفرما آن را خریداری نمی‌کند، بلکه مالک آن است، اطلاق می‌گردد. هزینه ضمنی به موارد خرجی اطلاق می‌شود، که مستقیماً پولی بابت آن پرداخت نشده باشد. مثلاً وقتی کارگاهی متعلق به خود کارفرما است، در این صورت برآورد اجاره برای کارگاه مزبور را اجارهٔ ضمنی می‌گویند و در واقع هزینهٔ اجاره‌ای است که هرگاه کارفرما کارگاه را اجاره می‌کرد، مجبور به پرداخت آن می‌بود.